# 蛤蜊蘸醬
蛤蜊蘸醬是一種以蛤蜊、酸奶油、奶油芝士和佐料為主要製材的蘸醬和調味料，亦可加入其他食材。此種醬汁一般為冷食，有時以熱食或室溫的狀態食用，可用作為薯片、脆餅、麵包及法式生菜沙拉的蘸醬。蛤蜊蘸醬的食譜在1950年代的美國熱門廣播節目首次出现後，紐約市的罐裝蛤肉在24小時內銷售一空。部分公司也以量產方式製造商業版蛤蜊蘸醬，販賣給雜貨店或超級市場的消費者。

## 歷史
在1950年代早期的美國，首次公開播送的蛤蜊蘸醬食譜出現於1933年—1977年間播映、廣受歡迎的知名廣播電視綜藝節目「卡夫音樂廳」上，紐約的罐裝蛤蜊在食譜的片段播出24小時之內即告售罄。節目上所採用的蘸醬配方是罐裝碎蛤肉、奶油芝士、檸檬汁、伍斯特醬、大蒜、鹽和胡椒。蛤蜊蘸醬在整個1960年代均風靡美國，而當時的超級市場也可買到預製的加工蛤蜊蘸醬，但當莎莎醬變得更受美國消費者青睞之後，其所得到的歡迎程度也隨之降低。

## 製程

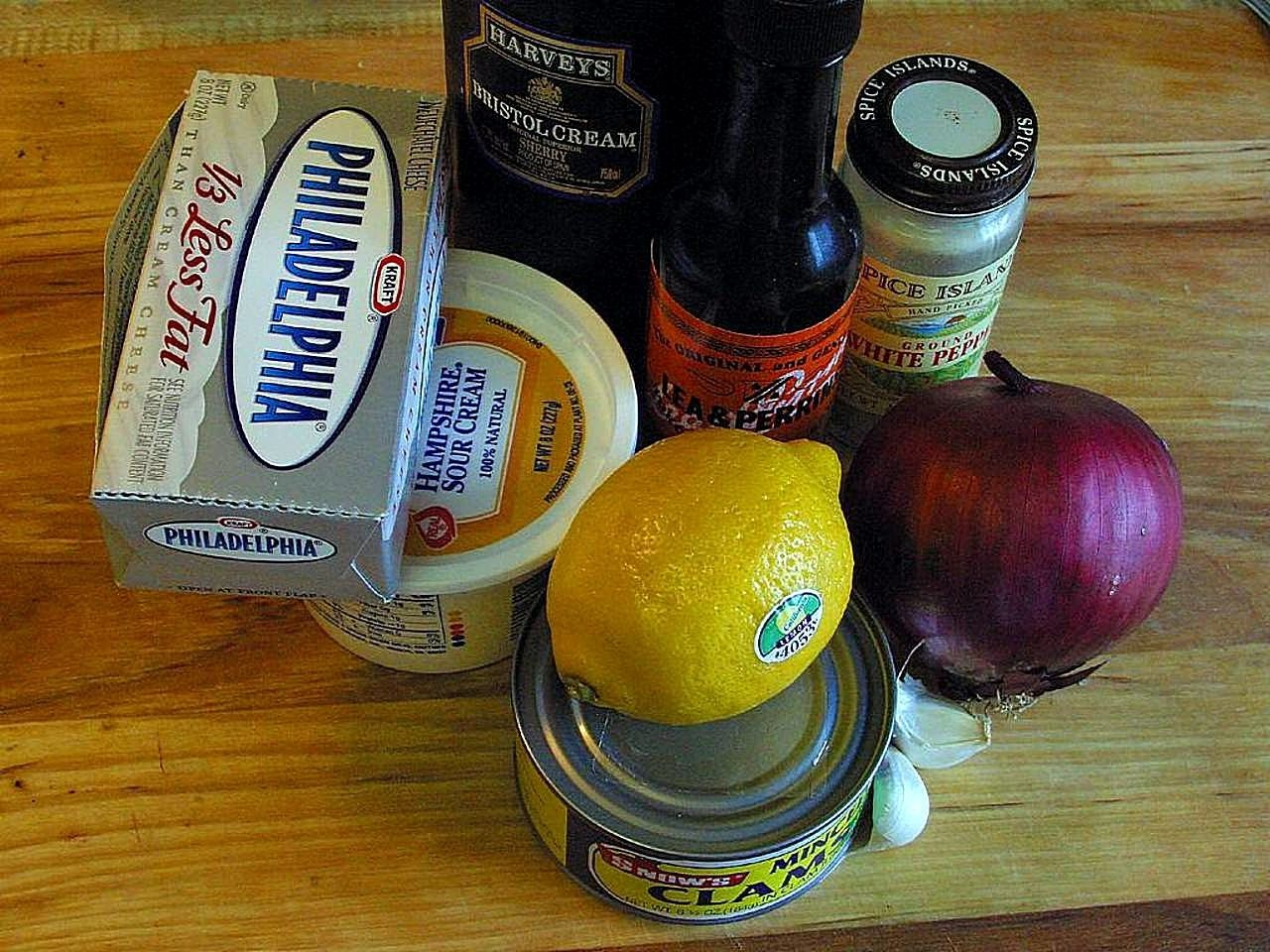
製作蛤蜊蘸醬的食材

蛤蜊蘸醬一般以切碎或剁碎的蛤蜊、酸奶油、奶油芝士和數種調味料製作，通常冷著供應，作為薯片、麵包、脆餅或法式生菜沙拉的醬汁，擁有綿密的質地和口感。罐頭蛤肉、煮蛤肉、冷凍或生鮮蛤肉均得以拿來製作蘸醬，其中生鮮蛤肉可透過蒸、鍋煮等方式烹調，而罐裝蛤肉無論是先行瀝乾，或是將罐中的液體留下來當食材皆宜。經過冰凍的蘸醬可能會濃稠化，此時即可用罐頭內的汁液加以稀釋，偶爾還會改用牛奶來讓蘸醬變稀。冷凍蘸醬的風味在隔夜放置之後會混合地更徹底，使其更富有味道。煙燻蛤蜊有時也用於蘸醬製程，使菜餚充滿獨特的燻味，蛤肉可以先帶殼煙燻，然後再絞碎。
除上述食材外，蛤蜊蘸醬也能加入額外的材料，如檸檬汁、伍斯特醬、洋蔥、青蔥、蝦夷蔥、蒜或辣醬，並可用食品加工機來進行混合。蛤蜊蘸醬不僅可以常溫食用，還能作為熱食供餐，放到餐爐裡保溫，加熱版的蘸醬甚至會增添融化的起司。蛤蜊蘸醬上桌時可加到挖空的麵包中，如酸麵包，亦得佐以巴西里葉、青蔥或辣椒粉，用來搭配此種醬料的生菜當中則包括紅椒、胡蘿蔔、蘿蔔、花椰菜等種類。製作好的蛤蜊蘸醬可利用冰箱來保存。

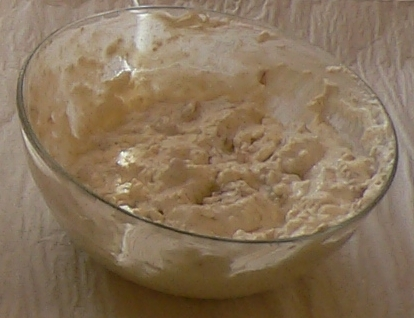
蛤蜊蘸醬近看圖

## 商業版本
部分公司採量產方式來製造商業版的預製蛤蜊蘸醬，並將之銷售給雜貨店或超級市場的顧客，一般包裝在塑膠盆裡面。已調配好的預製蛤蜊蘸醬亦以商業化製法出產、賣到消費者手中，此類蘸醬產品的包裝內附有脫水酸奶油，用水進行重配。

## 營養成分
依1950年代早期「卡夫音樂廳」播出的食譜所製成的蛤蜊蘸醬，每湯匙容量中的營養成分包含71卡路里、1克碳水化合物、5克蛋白質，總重5克的脂肪（當中飽和脂肪為3克）、25毫克膽固醇和136毫克的鈉。

## 外部連結
- Clam dip recipe （页面存档备份，存于）. The New York Times.